# Æthelhard
Pour les articles homonymes, voir Ethelheard.
Æthelhard ou Ethelhard est un ecclésiastique anglo-saxon mort le 12 mai 805. Il est évêque de Winchester, puis le quatorzième archevêque de Cantorbéry de 793 à sa mort. Nommé avec le soutien du roi Offa de Mercie, il est chassé de Cantorbéry après la mort de son protecteur par le roi du Kent Eadberht Præn, mais il retrouve le pouvoir rapidement grâce à Cenwulf, le successeur d'Offa. Æthelhard obtient la suppression de l'archevêché rival de Lichfield après un voyage à Rome pour plaider sa cause auprès du pape Léon III. Il est considéré comme un saint après sa mort jusqu'à la suppression de son culte après la conquête normande de l'Angleterre.

## Biographie

### Origines
On ne sait rien de la famille d'Æthelhard ou de sa jeunesse, mais il est vraisemblablement originaire de Mercie. Il est mentionné pour la première fois en tant qu'abbé d'un monastère à Louth, dans le Lincolnshire, avant sa nomination au siège de Winchester. Il est sacré évêque entre 759 et 778.

### Archevêque

Les diocèses du Sud de l'Angleterre à la fin du VIIIe siècle. La province de Lichfield est détachée de l'autorité de Cantorbéry.

Æthelhard est transféré au siège de Cantorbéry en 792. Il est sacré archevêque le 21 juillet 793. Il doit sa nomination au puissant roi Offa de Mercie, qui domine les autres royaumes du Sud de l'Angleterre (dont le Kent où se trouve Cantorbéry), et la cérémonie est présidée par le principal évêque d'Angleterre : l'archevêque de Lichfield Hygeberht. Comme l'archevêché de Lichfield est une création récente, voulue par Offa pour réduire la puissance de Cantorbéry en détachant les diocèses de Mercie et d'Est-Anglie de son obédience, le roi s'adresse au lettré Alcuin pour s'assurer du respect des procédures dans le sacre d'Æthelhard.
Après la mort d'Offa, en 796, Æthelhard est déposé par le roi de Kent Eadberht Præn et doit s'enfuir à la cour du fils et successeur d'Offa, Ecgfrith. Celui-ci ne tarde pas à mourir à son tour, et un parent éloigné, Cenwulf, s'empare du pouvoir. Alcuin encourage Æthelhard à retourner à Cantorbéry et suggère une solution à la concurrence entre les sièges de Cantorbéry et de Lichfield : Hygeberht resterait archevêque jusqu'à sa mort, mais le titre serait purement honorifique, et Cantorbéry retrouverait la prééminence sur tout le Sud de l'Angleterre. Cependant, Æthelhard est incapable d'agir tant qu'Eadberht contrôle le Kent. Alors qu'Alcuin rabroue l'archevêque pour s'être enfui, le pape Léon III salue son courage, comparant Eadberht à l'empereur romain Julien. Néanmoins, le clergé du Kent semble avoir envisagé d'élire un nouvel archevêque durant l'exil d'Æthelhard.

### Problèmes avec Lichfield
La suppression de l'archevêché de Lichfield requiert l'accord du pape. Cenwulf envoie une première ambassade à Léon III en 797, mais elle se solde par un échec, le pape ayant semble-t-il considéré cette demande comme une critique implicite de son prédécesseur Adrien III, qui avait autorisé l'élévation de Lichfield. Dans sa réponse, le pape excommunie Eadberht et autorise Cenwulf à le chasser du Kent s'il persiste à tenir Æthelhard à l'écart de son siège.
Cenwulf envahit le Kent en 798. Eadberht est capturé, aveuglé et emprisonné, et Æthelhard est rétabli à Cantorbéry. Il entreprend de rétablir le siège dans ses possessions et obtient la soumission de plusieurs évêques, dont Eadwulf de Lindsey et Tidferth de Dommoc. Néanmoins, Hygeberht continue à être appelé « archevêque » en 799 : le pape, occupé par des querelles romaines locales, n'a guère de temps à consacrer aux affaires anglaises.
Æthelhard finit par se rendre en personne à Rome pour demander à Léon III de l'aider à lutter contre le déclin de Cantorbéry. Accompagné de l'évêque de Winchester Cyneberht, il lui remet deux lettres de Cenwulf. Le pape se range à ses arguments et rétablit Lichfield au rang de simple évêché.

### Retour en Angleterre et mort
Æthelhard rentre en Angleterre en 803. La même année, il convoque le concile de Clovesho, qui décrète qu'aucun autre siège archiépiscopal ne sera jamais créé dans le Sud de l'Angleterre en plus de Cantorbéry. Hygeberht assiste au concile en tant que simple abbé, ce qui implique qu'il a abdiqué avant la réunion du concile. À cette occasion, Æthelhard publie également une déclaration pontificale qui affirme l'indépendance des églises vis-à-vis des autorités séculières.
Æthelhard meurt le 12 mai 805. Il est inhumé à Cantorbéry. Un culte se développe autour de sa personne, avec une fête le 12 mai, mais il est supprimé après la conquête normande de l'Angleterre par l'archevêque Lanfranc.